# DVD-Audio
DVD-Audio — цифровий формат DVD, створений спеціально для високоякісного відтворення звукової інформації. Диск формату DVD-Audio дозволяє записувати фонограми з різною кількістю звукових каналів (від моно до 5.1).
Підтримка багатоканального звуку є важливою перевагою DVD-Audio перед попередніми форматами. Наявність 5 динаміків дозволяє позиціювати звуки в тривимірному просторі, що дає дві нові можливості: точне відтворення акустики приміщення і нових звукових образів за рахунок змішування спецефектів безпосередньо з музичним змістом. Людський слуховий апарат розрізняє напрямок звуків не тільки з боків, але й попереду (так само, але у меншій мірі, знизу), саме тому двох аудіоканалів недостатньо для імітації об'єму.
Звук на диску може мати 16-, 20- або 24-х бітове квантування, а також частоти дискретизації 44.1, 48, 88.2, 96, 176.4 або 192 кгц. (Із частотою дискретизації 176.4 або 192 кГц може бути записано не більше двох звукових каналів.)
Існують дві версії формату DVD-Audio: просто DVD-Audio — тільки для звукового змісту й DVD-Audio — для звуку з додатковою інформацією.
Звукові доріжки у форматі DVD-Audio розташовуються в каталозі AUDIO_TS диска.
|                                        | 16-, 20- або 24-bit |          |        |           |         |     |
| 44.1 кГц                               | 48 кГц              | 88.2 кГц | 96 кГц | 176.4 кГц | 192 кГц |     |
| Моно (1.0)                             | Так                 | Так      | Так    | Так       | Так     | Так |
| Стерео (2.0)                           | Так                 | Так      | Так    | Так       | Так     | Так |
| Стерео (2.1)                           | Так                 | Так      | Так    | Так       | Ні      | Ні  |
| Стерео + mono surround (3.0 або 3.1)   | Так                 | Так      | Так    | Так       | Ні      | Ні  |
| Квадро (4.0 або 4.1)                   | Так                 | Так      | Так    | Так       | Ні      | Ні  |
| 3-стерео (3.0 або 3.1)                 | Так                 | Так      | Так    | Так       | Ні      | Ні  |
| 3-стерео + mono surround (4.0 або 4.1) | Так                 | Так      | Так    | Так       | Ні      | Ні  |
| Об'ємний звук (5.0 або 5.1)            | Так                 | Так      | Так    | Так       | Ні      | Ні  |